# Phrenology
Phrenology är ett album av det amerikanska hiphopbandet The Roots. Det gavs ut 2002.

## Låtlista
1. "Phrentrow" - 0:18
2. "Rock You" - 3:13
3. "!!!!!!!" - 0:25
4. "Sacrifice" - 4:45
5. "Rolling With Heat" - 3:42
6. "WAOK (AY) Rollcall" - 1:00
7. "Thought @ Work" - 4:59
8. "The Seed (2.0)" - 4:28
9. "Break You Off" - 7:27
10. "Water" - 10:24
11. "Quills" - 4:22
12. "Pussy Galore" - 4:29
13. "Complexity" - 4:48
14. "Something in the Way of Things (In Town)" - 7:16
15. "[Untitled]" - 0:20
16. "[Untitled]" - 0:20
17. "Rhymes and Ammo / Thirsty!" - 8:00
18. "[Untitled]" - 0:07